# Vilhelm Gawell
Per Vilhelm Gawell, född 13 maj 1866 i Rogsta församling, Gävleborgs län, död 26 mars 1961 i Karlstad, var en svensk lantmätare.
Vilhelm Gawell var son till kyrkoherden Jonas Gawell och bror till Ida Gawell-Blumenthal. Han avlade mogenhetsexamen i Gävle 1885 och lantmäteriexamen 1888. Gawell anställdes därefter som tjänstemedhjälpare i Västerbottens län, där han blev vice kommissionslantmätare 1897 och kommissionslantmätare 1901. 1909 blev han distriktslantmätare i Gävle distrikt, förordnades som förste lantmätare i Stockholms län 1911 och utnämndes 1912 till förste lantmätare i Värmlands län, från 1921 med titeln överlantmätare. Han avgick 1933. Gawell erhöll 1909 förordnande att lägg upp jordregister för Stockholms län och utförde ett omfattande arbete med denna uppgift. Han gjorde sig även känd som konstruktör av bland annat den "Gawellska lutningsmätaren" som kom till användning i praktiskt lantmäteriarbete. 1911–1913 redigerade han Svensk lantmäteritidskrift.